# Lijst van voetbalinterlands Estland - Oman
Deze lijst van voetbalinterlands is een overzicht van alle officiële voetbalwedstrijden tussen de nationale teams van Estland en Oman. De landen speelden tot op heden twee keer tegen elkaar. De eerste ontmoeting was een vriendschappelijke wedstrijd op 20 december 2003 in Muscat. De laatste wedstrijd, eveneens een vriendschappelijk duel, vond plaats in Muscat op 8 november 2012.

## Wedstrijden
| № | Plaats | Datum            | Competitie        | Wedstrijd      | Uitslag |
| - | ------ | ---------------- | ----------------- | -------------- | ------- |
| 1 | Muscat | 20 december 2003 | Vriendschappelijk | Oman – Estland | 3 – 1   |
| 2 | Muscat | 8 november 2012  | Vriendschappelijk | Oman − Estland | 1 − 2   |

## Samenvatting
| Competitie        | Totaal gespeeld | Winst Estland | Gelijk | Winst Oman | Doelsaldo Estland – Oman |
| ----------------- | --------------- | ------------- | ------ | ---------- | ------------------------ |
| Vriendschappelijk | 2               | 1             | 0      | 1          | 3 − 4                    |
| Totaal            | 2               | 1             | 0      | 1          | 3 − 4                    |

Wedstrijden bepaald door strafschoppen worden, in lijn met de FIFA, als een gelijkspel gerekend.

## Details

### Eerste ontmoeting
| Vriendschappelijk (Muscat, Oman, 20 december 2003): |              | |
| Oman | 3 – 1        | Estland |
| Martin Kaalma 6' (e.d.) Hashim Saleh 72' Hani Al-Dhabat 80' | goals        | 45' Indrek Zelinski |
| Milan Máčala | bondscoach   | Arno Pijpers |
| Ali Al-Habsi 46' Mohamed Rabih Nasser Al-Mukhaini Khalifa Al-Nawfali 85' Said Ashoon 46' Hassan Mudhaffar Fauzi Bashir Doorbin Ahmed Hadid 46' Hamdi Hubeis 70' Hani Al-Dhabit Hashim Saleh 77' | opstellingen | Martin Kaalma Teet Allas Andrei Stepanov Enar Jääger Erko Saviauk 85' Kristen Viikmäe 81' Marko Kristal 81' Joel Lindpere Martin Reim 60' Vjatšeslav Zahhovaiko 66' Indrek Zelinski |
| Suleiman Al-Mazroui 46' Hussain Mustahail Rabia 46' Badr Mubarak Al-Maimani 46' Ahmed Mubarak 70' Ahmed Al-Busafi 77' Nabil Ashoor 85'                                                          | wissels      | 60' Kert Haavistu 66' Meelis Rooba 81' Ott Reinumäe 81' Sergei Terehhov 85' Raio Piiroja                                                                                            |
| Hussain Mustahil Rabia 89' | gele kaarten | 86' Ott Reinumäe |
| Fauzi Bashir 88' | rode kaarten | |

### Tweede ontmoeting
| Vriendschappelijk (Muscat, Oman, 8 november 2012): |              | |
| Oman | 1 – 2        | Estland |
| Abdulaziz Al-Muqbali 17' | goals        | 85' Henri Anier 88' Gert Kams |
| Paul Le Guen | bondscoach   | Tarmo Rüütli |
| Mazin Masoud Alk Asbi Hassan Modafar 63' Mohammed Al Musalami 46' Hosni Obaid 60' Gabir Al Awisi Eid Al Farsi Ali Al Gabri Raid Ibrahim 82' Qasim Said Abdul Aziz Al Miqbali Guma Darwish 63' | opstellingen | 76' Artur Kotenko Igor Morozov Tihhon Šišov Alo Bärengrub Ken Kallaste 64' Sergei Mošnikov 74' Ats Purje Siim Luts 46' Karl Mööl 57' Ilja Antonov 82' Martin Vunk |
| Abdullah Saleh 46' Abdullah Al Qasabi 60' Azan Abas 63' Mohammeed Al Mashari 63' Mohammed Hamed 82'                                                                                           | wissels      | 46' Gert Kams 57' Eino Puri 64' Henri Anier 74' Andre Frolov 76' Stanislav Pedõk 82' Taavi Rähn                                                                   |
| | gele kaarten | 23' Tihhon Šišov |
| - Debuut van Stanislav Pedõk, Andre Frolov, Karl Mööl (FC Flora Tallinn), Ken Kallaste (JK Nõmme) en Ilja Antonov (FC Levadia Tallinn) voor Estland.                                          |              | |

EJL · A-internationals · Bondscoaches · Statistieken · Estisch vrouwenelftal · Olympisch elftal · Estland U21 · Estland U20 · Estland U19 · Estland U18 · Estland U17 · Estland U16
1920 – 1929 ·
1930 – 1939 ·
1940 – 1949 ·
1950 – 1990 · 
1990 – 1999 ·
2000 – 2009 ·
2010 – 2019 ·
2020 − 2029
OS 1924
1920 ·
1921 ·
1922 ·
1923 ·
1924 ·
1925 ·
1926 ·
1927 ·
1928 ·
1929 · 
1930 · 
1931 · 
1932 · 
1933 · 
1934 · 
1935 · 
1936 · 
1937 · 
1938 · 
1939 · 
1940 · 
1941 · 
1942 · 
1943 · 1944 · 
1945 · 
1946 · 
1947 · 
1948 · 
1949 · 
1950 – 1990 · 
1991 · 
1992 · 
1993 · 
1994 · 
1995 · 
1996 · 
1997 · 
1998 · 
1999 · 
2000 · 
2001 · 
2002 · 
2003 · 
2004 · 
2005 · 
2006 · 
2007 · 
2008 · 
2009 · 
2010 · 
2011 · 
2012 · 
2013 · 
2014 · 
2015 · 
2016 ·
2017 ·
2018 ·
2019 ·
2020
Albanië ·
Andorra ·
Angola ·
Antigua en Barbuda ·
Argentinië ·
Armenië ·
Azerbeidzjan ·
België ·
Bosnië-Herzegovina ·
Brazilië ·
Bulgarije ·
Canada ·
Chili ·
China ·
Cyprus ·
Denemarken ·
Duitsland ·
Ecuador ·
Egypte ·
El Salvador ·
Engeland ·
Equatoriaal-Guinea ·
Faeröer ·
Fiji ·
Filipijnen ·
Finland ·
Frankrijk ·
Georgië · 
Gibraltar ·
Griekenland ·
Hongarije ·
Hongkong ·
Ierland ·
IJsland ·
Indonesië ·
Irak ·
Israël ·
Italië ·
Jordanië ·
Kazachstan ·
Kirgizië ·
Kroatië ·
Letland ·
Libanon ·
Liechtenstein ·
Litouwen ·
Luxemburg ·
Malta ·
Marokko ·
Mexico ·
Moldavië ·
Montenegro ·
Nederland ·
Nieuw-Caledonië ·
Nieuw-Zeeland ·
Noord-Ierland ·
Noord-Macedonië ·
Noorwegen ·
Oekraïne ·
Oezbekistan ·
Oman ·
Oostenrijk ·
Polen ·
Portugal ·
Qatar ·
Roemenië ·
Rusland ·
Saint Kitts en Nevis ·
San Marino ·
Saoedi-Arabië ·
Schotland ·
Servië ·
Slovenië ·
Slowakije · 
Spanje ·
Tadzjikistan ·
Thailand ·
Trinidad en Tobago ·
Tsjechië ·
Turkije ·
Turkmenistan ·
Uruguay ·
Vanuatu ·
Venezuela ·
Verenigde Arabische Emiraten ·
Verenigde Staten ·
Vietnam ·
Wales ·
Wit-Rusland ·
Zweden ·
Zwitserland
OFA · A-internationals · Bondscoaches · Statistieken · Olympisch elftal · Oman U21 · Oman U20 · Oman U19 · Oman U18 · Oman U17
1970 – 1979 · 
1980 – 1989 · 
1990 – 1999 · 
2000 – 2009 · 
2010 – 2019 ·
2020 − 2029
1974 · 
1975 · 
1976 · 
1977 · 
1978 · 
1979 · 
1980 · 
1981 · 
1982 · 
1983 · 
1984 · 
1985 · 
1986 · 
1987 · 
1988 · 
1989 · 
1990 · 
1991 · 
1992 · 
1993 · 
1994 · 
1995 · 
1996 · 
1997 · 
1998 · 
1999 · 
2000 · 
2001 · 
2002 · 
2003 · 
2004 · 
2005 · 
2006 · 
2007 · 
2008 · 
2009 · 
2010 · 
2011 · 
2012 · 
2013 · 
2014 ·
2015 ·
2016 ·
2017 ·
2018 ·
2019 ·
2020 ·
2021 ·
2022 ·
2023
Afghanistan ·
Algerije ·
Australië ·
Azerbeidzjan ·
Bahrein ·
Bangladesh ·
Benin ·
Bhutan ·
Bosnië en Herzegovina ·
Brazilië ·
Bulgarije ·
Burkina Faso ·
Chili ·
China ·
Congo-Kinshasa ·
Costa Rica ·
Duitsland ·
Ecuador ·
Egypte ·
Estland ·
Filipijnen ·
Finland ·
Gabon ·
Guam ·
Haïti ·
Hongkong ·
Ierland ·
India ·
Indonesië ·
Irak ·
Iran ·
Japan ·
Jemen ·
Jordanië ·
Kazachstan ·
Kenia ·
Kirgizië ·
Koeweit ·
Kosovo ·
Laos ·
Letland ·
Libanon ·
Liberia ·
Libië ·
Macau ·
Malediven ·
Maleisië ·
Mali ·
Marokko ·
Mauritanië ·
Mozambique ·
Myanmar ·
Nepal ·
Nieuw-Zeeland ·
Noord-Korea ·
Noord-Macedonië ·
Noorwegen ·
Oezbekistan ·
Pakistan ·
Palestina ·
Paraguay ·
Qatar ·
Saoedi-Arabië ·
Senegal ·
Singapore ·
Slovenië ·
Soedan ·
Somalië ·
Sri Lanka ·
Syrië ·
Tadzjikistan ·
Taiwan ·
Thailand ·
Togo ·
Tunesië ·
Turkmenistan ·
Uruguay ·
Verenigde Arabische Emiraten ·
Verenigde Staten ·
Vietnam ·
Wit-Rusland ·
Zambia ·
Zimbabwe ·
Zuid-Korea ·
Zweden ·
Zwitserland